# Villa Friedrich Hermann Clemens Fichtner
Die Villa für Friedrich Hermann Clemens Fichtner liegt in der Marienstraße 5 in der Gemarkung Radebeul der sächsischen Stadt Radebeul. Sie ist heute eine Kindertagesstätte.

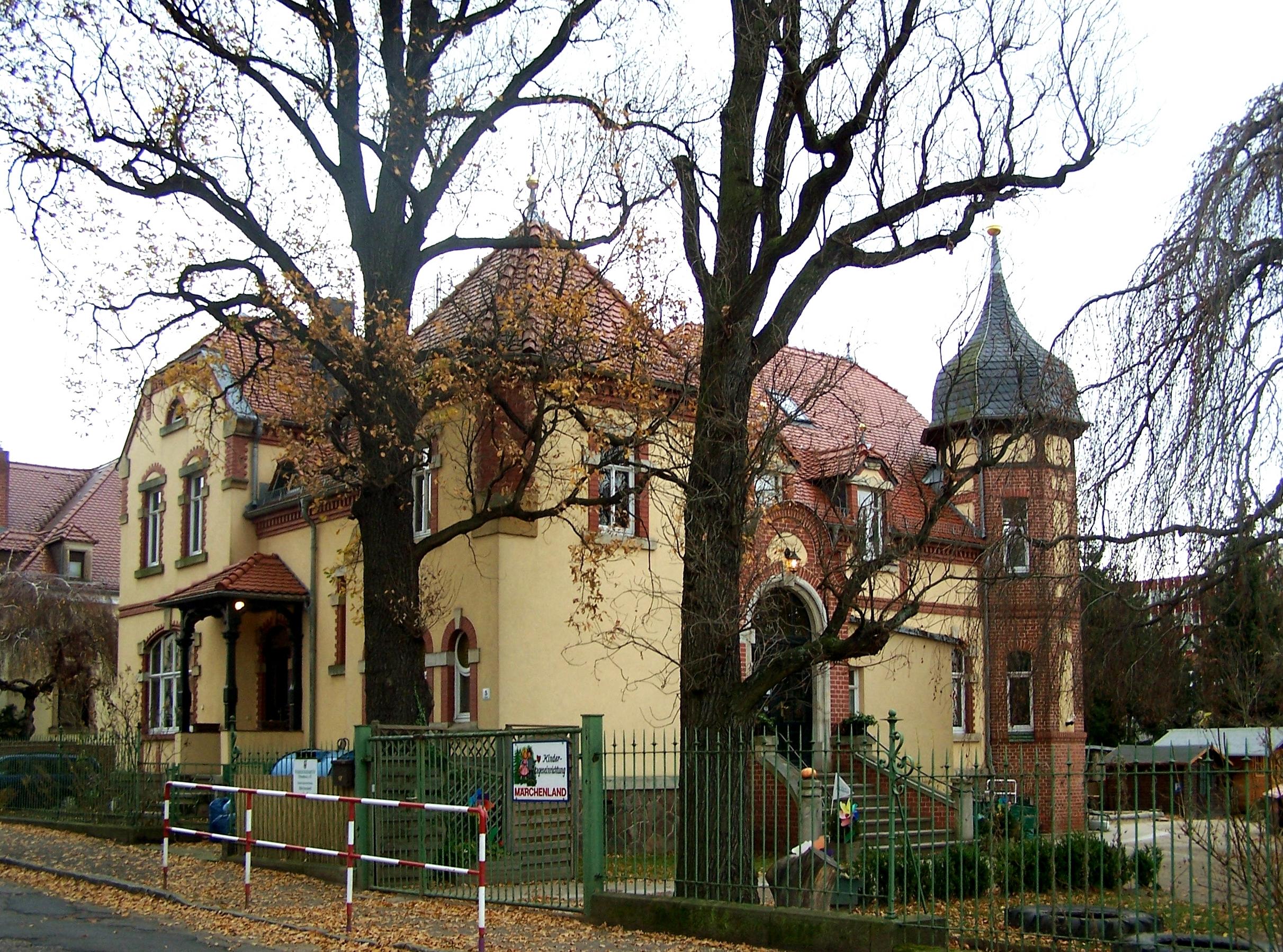
Villa Marienstraße 5

## Beschreibung
Das mitsamt Einfriedung unter Denkmalschutz stehende Gebäude ist eine „malerische Villa“, die zwei deutlich unterschiedliche Bauphasen erkennen lässt. Das auf einem leicht abschüssigen Gelände liegende Haus ist ein zweigeschossiger Bau mit „betont asymmetrische[n] Aufrisse[n]“.
Der Ursprungsbau auf der linken Seite mit seinem Krüppelwalmdach sieht durch den Umbau aus wie ein Seitenrisalit mit Krüppelwalmgiebel vor einem ziegelgedeckten Walmdach. Auf der rechten Seite steht ein kurzer, zweigeschossiger Turm mit einem Zeltdach. In der Mitte der Straßenansicht findet sich ein hölzerner Eingangsvorbau. Die Fenster zur Straße haben durch die zwei unterschiedlichen Bauphasen unterschiedliche Formen.
In der rechten Seitenansicht findet sich ein weiterer Eingang. Das Dach dahinter wird durch Lukarne betont. Auf der hinteren Gebäudekante dieser Seite steht ein höherer, achteckiger Turm, teilweise aus Verblendziegelwerk. Obenauf sitzt eine schiefergedeckte Haube.
Auf der Gebäuderückseite zum Garten steht ein Standerker. Der Krüppelwalmgiebel auf dieser Seite besteht aus Fachwerk.
Der verputzte Bau steht auf einem Bruchsteinsockel. Die Fassaden werden durch die Verwendung von Formziegeln für Gesimse und Ortgänge geschmückt, hinzu kommen zahlreiche Sandsteinelemente.
Die Einfriedung des Anwesens mit der weitläufigen Gartenanlage erfolgt durch einen Lanzettzaun.

## Geschichte
Der Bauantrag für den aus der linken Gebäudehälfte bestehenden Kernbau erfolgte im Februar beziehungsweise Juni 1894, zeitgleich mit der vom selben Bauherrn auf dem linken Nachbargrundstück errichteten Mietvilla Marienstraße 7. Der entwerfende Architekt war Fichtners Schwiegersohn, der Dresdner Baumeister Julius Förster. Im Oktober jenes Jahres erfolgte die Anmeldung zur Brandkasse. Zwei Jahre später, 1896, ließ ein anderer Eigentümer die rechte Gebäudehälfte an die Villa anbauen; dazu errichtete er im Garten ein Gewächshaus.
Alfred Bergmann, seinerzeit Eigentümer der Feinseifen- und Parfümfabrik Bergmann & Co., ließ sich 1904/1905 den Wintergarten seines Wohnhauses durch Wilhelm Seifert in leicht barockisierender Weise vergrößern.
Zu DDR-Zeiten, 1967, wurde das Gebäude zum Schulhort der Schillerschule umgebaut. Dies erfolgte für 80 Kinder durch eine neue Treppe, die Beseitigung von Wänden oder deren Durchbruch für Türen, während diese an anderen Stellen zugesetzt wurden. Außerdem wurde ein Toilettenanbau ergänzt.
Heute befindet sich dort die Kindertagesstätte „Märchenland“.